# 朱栢康
朱栢康（英語：Tommy Chu Pak Hong，1982年11月4日—），人稱「朱康」。香港男演員，祖籍是廣東省清遠市；2019年以《金都》入圍第56屆金馬獎最佳男主角，以及提名第39屆香港電影金像獎最佳男主角。2025年，憑《破·地獄》獲頒第43屆香港電影金像獎最佳男配角。

## 背景

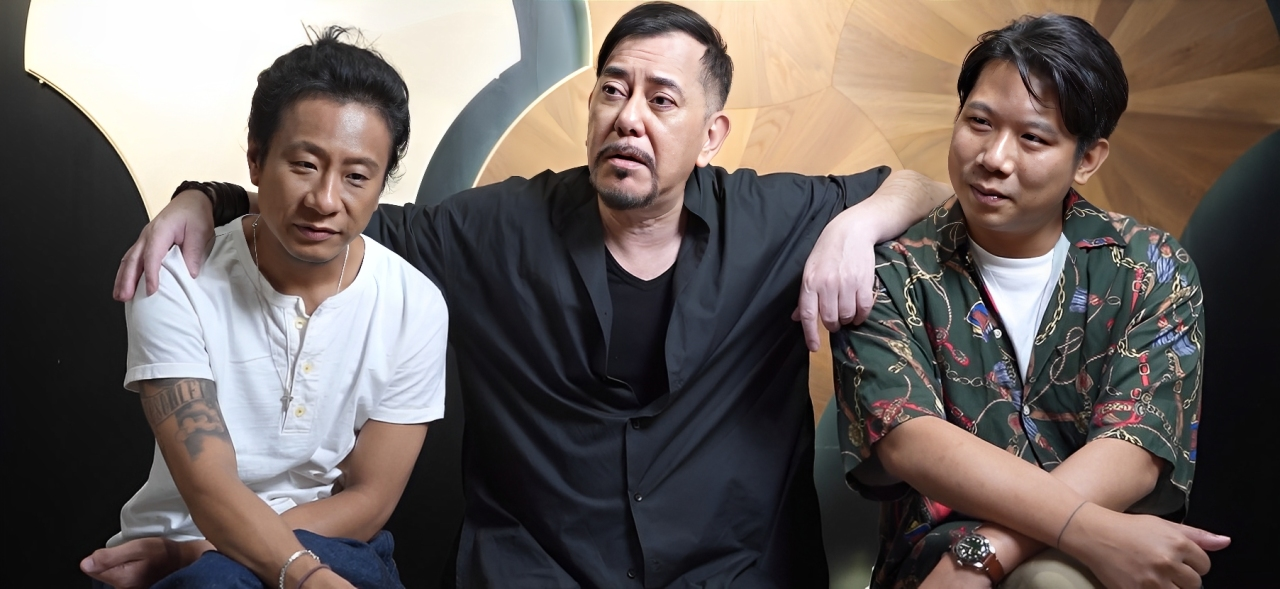
接受《am730》專訪 — 神戲劇場2021年度演出《ART呃》（左起：朱栢康、黃秋生、張銘耀）

朱栢康於小康家庭長大，在沙田區成長，父母及兄長均信奉道教，唯獨自己受朋友影響，由小學開始篤信基督教，亦自那時起選擇入讀基督教學校。。他在1994年畢業於浸信會呂明才小學下午校（即現時的浸信會沙田圍呂明才小學），而後升讀五旬節林漢光中學。中學期間因為看見兄長參加話劇社很開心，所以參與其中，繼而對演戲產生興趣，之後未能升讀中六便轉讀香港專業教育學院工商管理學高級文憑課程。不久，參加了沙田文藝協會舉辦的沙田戲劇匯演比賽，從龍文康手上接過獎項和朋友不斷鼓勵下得到啟發，於2000年考入香港演藝學院戲劇學院，2005年取得表演系藝術學士（榮譽）學位。
2007年，朱栢康暫停舞台劇工作，嘗試跟兄長、白只、楊偉倫及陳文進組成男子戲劇表演組合暨獨立樂隊朱凌凌，擔任該團電結他手兼主音之一。但是太過投入音樂活動令他面對經濟問題，故此轉向舞台劇場發展，同時也參與教書和配音工作。2015年，曾獲香港藝術發展局頒發藝術發展獎 - 藝術新秀獎 (戲劇)；2017年開始涉足影視圈，加盟 ViuTV 擔任綜藝節目主持及拍攝劇集，參與節目作品包括《估你唔到》、《午夜伴廊》、《黑市》、《打天下》等。
2018年，朱栢康曾與舞台劇演員韋羅莎於許廷鏗的音樂錄像「演員的自我修養」中飾演數個經典電影角色及橋段，當中拍攝一鏡到底全無修剪，憑這個演出獲得電影《金都》導演黃綺琳賞識，首次擔綱電影男主角。另外，憑著多變演技逐漸獲得廣泛觀眾認可，曾參演《再見UFO》、《金都》、芬蘭電影《程大師》、台灣電影《失路人》。2019年除以《拼死為出位》奪得第二十八屆香港舞台劇獎最佳男主角(喜、鬧劇)，亦憑《金都》入圍《第56屆金馬獎》最佳男主角提名及《第39屆香港電影金像獎》最佳男主角提名。
2024年，朱栢康分別參演《九龍城寨之圍城》及《破·地獄》兩部於香港收獲過億票房的作品。當中更憑《破·地獄》飾演的郭志斌奪得《香港電影導演會年度大獎》新增設的最佳男配角殊榮，並入圍《第18屆亞洲電影大獎》及獲得《第43屆香港電影金像獎》最佳男配角。

## 個人生活
朱凌凌成員、舞台劇導演及演員朱栢謙是他的親生哥哥，兩人年齡相差五年。朱栢康曾在婚前一段關係中出軌兩次而令感情觸礁，2017年再迎娶台灣籍太太，但後來因經常分隔兩地、性格不合而離異。

## 影視作品

### 電視劇（ViuTV）
- 2017年：《午夜伴廊》飾演 德成（歌廳雜工）
- 2019年：《黑市：斷片（第十三集）》飾演 周郁明
- 2020年：《打天下》飾演 李一當
- 2020年：《熟女強人》飾演 岑大康
- 2021年：《太平紋身店》飾演 周宇時
- 2022年：《940920》飾演 月 / 張天朗

### 電視劇（其他）
- 2025年：《芻狗之血》

### 主持節目（ViuTV）
- 2019年：《估你唔到》

### 演出節目（ViuTV）
| 年份 | 節目名稱                 | 性質 |
| ---- | ------------------------ | ---- |
| 2018 | 全港的                   | 司機 |
| 2018 | Good Night Show 全民星戰 | 演出 |
| 2019 | 初戀還未來？             | 嘉賓 |
| 2021 | 全民造星IV               | 評判 |

### 獨立短片
- 2013年：《殺手奏鳴曲》
- 2021年：拾陸比玖 - 暗格EP7

### 電影
| 年份   | 電影名稱         | 角色            |
| ------ | ---------------- | --------------- |
| 2017   | 今晚打喪屍       | 金氏弟          |
| 2019   | 程大師           | 程師傅          |
| 2019   | 再見UFO          | 何家謙大哥      |
| 2019   | 金都             | 殷俊榮          |
| 2020   | 失路人           |                 |
| 2021   | 不日成婚         | 灰熊            |
| 2021   | 濁水漂流         | 大勝            |
| 2022   | 猛鬼3寶          | Johnny          |
| 2022   | 窄路微塵         | 阿黑            |
| 2023   | 失衡凶間之罪與殺 | 潘智堯（Steve） |
| 2023   | 釀魂             | 珈豪            |
| 2023   | 白日之下         | 檢控官          |
| 2023   | 不日成婚2        | 灰熊            |
| 2024   | 但願人長久       | 阿輝            |
| 2024   | 填詞L            | 魯永康          |
| 2024   | 九龍城寨之圍城   | 九索            |
| 2024   | 破·地獄          | 郭志斌          |
| 2024   | 誤判             | 鄭浩賢          |
| 2024   | 久別重逢         | 細炳            |
| 2025   | 祥賭必贏         | 孫敏俊（Ian）   |
| 2025   | 搜查瑠公圳       | 黃永霖          |
| 2025   | 金童             |                 |
| 2025   | 送院途中         | 石sir           |
| 未上映 | Nico             |                 |
| 未上映 | 驅魔龍族馬小玲   | 藍波            |
| 未上映 | 逆轉上半場       |                 |

### 舞台劇
| 劇團             | 演出作品                                   | 備註                                      |
| ---------------- | ------------------------------------------ | ----------------------------------------- |
| 中英劇團         | 《幸遇先生蔡》                             |                                           |
| 中英劇團         | 《破冰天使》                               |                                           |
| 中英劇團         | 《架勢堂》                                 |                                           |
| 中英劇團         | 《孤星淚》                                 |                                           |
| 中英劇團         | 《事先張揚的求愛事件》                     |                                           |
| 中英劇團         | 《西遊》                                   |                                           |
| 香港話劇團       | 《嗚啦啦啦啦你的歌》                       |                                           |
| 鄧樹榮戲劇研究室 | 《泰特斯》                                 | 香港、英國及德國巡演                      |
| 鄧樹榮戲劇研究室 | 《泰特斯 2.0》                             | 香港、新加坡、挪威、波籣及北京巡演        |
| 前進進戲劇工作坊 | 《鐵行里》                                 |                                           |
| 前進進戲劇工作坊 | 《建豐二年》                               |                                           |
| 前進進戲劇工作坊 | 《天工開物．栩栩如真》                     |                                           |
| 前進進戲劇工作坊 | 《老鼠．復仇．劍》                         |                                           |
| 前進進戲劇工作坊 | 《賣飛佛時代》                             |                                           |
| 前進進戲劇工作坊 | 《hamlet.b》                               | 第三屆香港小劇場獎最佳男主角提名          |
| 前進進戲劇工作坊 | 《醜男子》                                 |                                           |
| 前進進戲劇工作坊 | 《十七個可能與不可能發生在2012的戲劇場境》 |                                           |
| 前進進戲劇工作坊 | 《午睡》                                   |                                           |
| 前進進戲劇工作坊 | 《後殖民食神之歌》                         |                                           |
| 榞劇場           | 《當人類的靈魂滯留地上》                   |                                           |
| 榞劇場           | 《在牛池灣轉角遇上彩虹》                   |                                           |
| 一條褲製作       | 《一個演員的夢魘》                         |                                           |
| 新域劇團         | 《砵蘭街的 Venezia Cafe》                  |                                           |
| 新域劇團         | 《一粒金》                                 |                                           |
| 春天劇團         | 《新龍門客棧》                             |                                           |
| 演戲家族         | 《雪后》                                   |                                           |
| 演戲家族         | 《戀愛輕飄飄》(無．窮版）                  |                                           |
| 演戲家族         | 《四川好人》                               |                                           |
| 影話戲           | 《七仔》                                   |                                           |
| 影話戲           | 《攻心》                                   |                                           |
| 影話戲           | 《奪面雙蟲》                               |                                           |
| 影話戲           | 《熒火》                                   |                                           |
| 影話戲           | 《朝》                                     |                                           |
| 黃子華舞台劇     | 《咁愛咁做》                               |                                           |
| 大細路劇團       | 《森林之王》                               |                                           |
| 十二路組劇團     | 《壽歌HOGIUTA》                            |                                           |
| 好戲量           | 《我愛你個頭》                             |                                           |
| 同流             | 《拼死為出位》                             | 第28屆香港舞台劇獎「最佳男主角(喜/鬧劇)」 |
| 團劇團           | 《謀殺現場》                               |                                           |
| 團劇團           | 《gaplife》                                |                                           |
| 黑目鳥劇團       | 《去你的愛情》                             |                                           |
| 人類崛起         | 《囍雙飛》                                 |                                           |
| 神戲劇場         | 《Art呃》/《2呃22Art》                     |                                           |
| 試當真           | 《一個舞台上不能接受的吻》                 |                                           |
| 舞台山莊         | 《你好，打劫！Reunion》                    |                                           |

### 音樂錄像
| 年份 | 歌手        | 歌曲                                  |
| ---- | ----------- | ------------------------------------- |
| 2007 | 朱凌凌      | 我D骨好痛                             |
| 2010 | 朱凌凌      | Don't Touch My Woman                  |
| 2010 | 朱凌凌      | Cheese Cake                           |
| 2017 | 王菀之      | 忘記有時                              |
| 2018 | 顏卓靈      | 沒有人是孤島 （页面存档备份，存于）   |
| 2018 | 許廷鏗      | 演員的自我修養 （页面存档备份，存于） |
| 2018 | 許廷鏗      | 恐怖情人 （页面存档备份，存于）       |
| 2020 | 許廷鏗      | 恨 （页面存档备份，存于）             |
| 2021 | 李靖筠      | 像極了愛情 （页面存档备份，存于）     |
| 2021 | 李靖筠      | 差一些甚麼 （页面存档备份，存于）     |
| 2021 | 李靖筠      | 2+1=1 （页面存档备份，存于）          |
| 2021 | 謝安琪      | 團圓說 （页面存档备份，存于）         |
| 2022 | 張敬軒      | 賽勒斯的愛 （页面存档备份，存于）     |
| 2022 | 許廷鏗      | 煽風點火 （页面存档备份，存于）       |
| 2022 | Tyson Yoshi | Self-Made （页面存档备份，存于）      |
| 2025 | 盧瀚霆      | 你都有今日                            |

### 廣告
- 麥當勞 - 職場單打操 （页面存档备份，存于） (2018)
- 匯豐卓越理財 （页面存档备份，存于）  (2022)
- Deliveroo （页面存档备份，存于）  (2023)

### 其他
- 2020年：試當真 Trial And Error：試映劇場《Channel需要錢》
- 2021年：試當真 Trial And Error：試當真一週年現場版（暫名）《現場風雲》片頭客串
- 2022年：試當真 Trial And Error：試映劇場《Channel需要搬》
- 2022年：校花校草2022：花草直播堂（第八堂）
- 2023年：試當真 Trial And Error：試映劇場《死侍應》
- 2024年：試當真 Trial And Error：試映劇場《跟住去邊度》

### 配音
- 2010年：電影《作死不離三兄弟》 飾  藍丘
- 2010年：動畫電影《反斗奇兵3》 飾  有待確認
- 2012年：電影《慈善星輝布公仔》 飾 華特
- 2012年：動畫電影《冰河世紀4：玩轉新大陸》 飾 黑心肝船長
- 2012年：動畫電影《無敵破壞王》 飾 阿瘦，桑基爾夫
- 2013年：韩剧《信义》飾 崔莹，煲剧1台版本，该角于免费台版本被重新配音。
- 2013年：動畫電影《怪獸大學》 飾  驚嚇專員法蘭麥基
- 2014年：動畫電影《大英雄聯盟》 飾 濱田正
- 2015年：動畫電影《迷你兵團》 飾 犀利哥
- 2015年：電影《星球大戰：原力覺醒》 飾 Poe Dameron
- 2016年：動畫電影《優獸大都會》 飾 阿也
- 2016年：動畫電影《冰河世紀：隕石撞地球》 飾 阿北
- 2018年：動畫電影《無敵破壞王2：打爆互聯網》 飾 破壞王
- 2018年：動畫電影《聖誕怪怪傑》 飾 旁白

## 獎項及提名

### 電影
| 類別                           | 頒獎日期       | 獎項               | 作品        | 結果 | 參考  |
| ------------------------------ | -------------- | ------------------ | ----------- | ---- | ----- |
| 第56屆金馬獎                   | 2019年11月23日 | 最佳男主角         | 《金都》    | 提名 | [ 2 ] |
| 第26屆香港電影評論學會大獎     | 2020年3月5日   | 最佳男演員         | 《金都》    | 提名 |       |
| 香港電影編劇家協會大奬2019     | 2020年5月1日   | 年度最佳電影角色獎 | 《金都》    | 提名 |       |
| 第39屆香港電影金像獎           | 2020年5月6日   | 最佳男主角         | 《金都》    | 提名 |       |
| 第61屆亞太影展                 | 2024年12月1日  | 最佳男配角         | 《破·地獄》 | 提名 |       |
| 2024年度香港電影導演會年度大獎 | 2025年3月10日  | 最佳男配角         | 《破·地獄》 | 獲獎 |       |
| 第18屆亞洲電影大獎             | 2025年3月16日  | 最佳男配角         | 《破·地獄》 | 提名 |       |
| 第43屆香港電影金像獎           | 2025年4月27日  | 最佳男配角         | 《破·地獄》 | 獲獎 |       |

### 舞台劇
| 獎項                                       | 獲獎年份 | 作品           |
| ------------------------------------------ | -------- | -------------- |
| 香港戲劇協會 「傑出年輕演員獎」            | 2007     | 不適用         |
| ELLE 「The Young Gurus 年青藝術家」        | 2014     | 不適用         |
| 香港藝術發展獎「藝術新秀獎 (戲劇)」        | 2015     | 不適用         |
| 第28屆香港舞台劇獎「最佳男主角 (喜/鬧劇)」 | 2019     | 《拼死為出位》 |

## 外部連結
- 朱栢康的Instagram帳戶
- 朱栢康的新浪微博
- 朱栢康在香港影庫上的簡介
- 朱栢康在豆瓣上的资料（简体中文）
- 朱栢康在互联网电影资料库（IMDb）上的資料（英文）